# Kawalakiʻi
Prema havajskoj mitologiji, Kawalakiʻi je ime jednog muškog boga, premda su njegovo porijeklo u mitu i atributi nepoznati.
Havajski poglavica ʻUmi dao je napraviti golemi drveni kip (idol) Kawalakiʻija na Mauiju.
Kralj Mauija Lono je vjerovao da će ga kip boga štititi, ali je kip poslije uništen.
Kralj Havaja Kamehameha I. Veliki bio je štovatelj boga Kawalakiʻija.